# Lukas Ridgeston
Lukas Ridgeston (* 5. dubna 1974 v Bratislavě, umělecké jméno psáno též Lucas Ridgeston) je slovenský model a pornoherec účinkující v gay filmech, erotických magazínech a fotopublikacích, převážně pod hlavičkou studia Bel Ami. Později zůstal gay pornografii věrný i v produkčních úlohách a jako režisér.
J.C. Adams jej ve své knize Gay Porn Heroes uvedl na třetí příčce v seznamu 10 největších ikon gay pornoprůmyslu. Kromě celkové fyzické krásy zdůraznil jako charakteristický rys jeho zářivě modré oči. Magazín Unzipped ho jmenoval Nejvíc sexy pornohvězdou všech dob.

## Biografie
Už v roce 1992 točil pro studio Man's Best v režii Rolfa Hammerschmidta pod pseudonymem Jan van Huig. Pak ho objevil režisér George Duroy a udělal z něj hvězdu.
Prvním jeho počinem pod Duroyovým vedením byly sólové scény ve filmu Tender Strangers (1994). Následovaly minisérie Lucas' Story (1995), Frisky Summer (1997), později ještě doplněné o filmy More Lucas' Stories (2002) a Frisky Memories (1999). Na mnohých filmech spolupracoval s dalšími výraznými tvářemi studia Johanem Paulikem, Ionem Davidovem a Dano Sulikem. Stejně tak na filmu Lucky Lukas (1998), který byl roku 2000 v rámci GayVN Awards vyhlášen nejlepším neamerickým filmem. V témže roce byl Lukas Ridgeston uveden do Síně slávy GayVN Awards. Přes snímek Cover Boys (2001) a další dospěl až k dvoudílnému Lucas in Love (2005), v němž už spolupracoval s novou generací výrazných představitelů jako Josh Elliot, Tim Hamilton, Tommy Hansen, Brandon Manilow či Marc Vidal.
Po více než desetiletém působení v roce 2005 přestal ve filmech účinkovat, zůstal však s firmou spjat jako kameraman a režisér. Režijně se na tvorbě studia podílel asi od roku 2003, zpočátku točil a stříhal scény pro internet. Od roku 2008 začaly některé filmy, které režíroval sám nebo společně s Martym Stevensem, vycházet pod jeho vlastní značkou „Lukas Ridgeston“.
U příležitosti 20. výročí existence studia Bel Ami jej George Duroy přesvědčil k návratu z režijních pozic zpět před kameru. Vznikl tak film Forever Lukas (2013), tentokrát ve spolupráci se zástupci další herecké generace studia Krisem Evansem a tzv. „Kinky Angels“ Kevinem Warholem, Jackem Harrererm a Ginem Moscou.

## Filmografie

### Herecká
- Studio Fantasies (1992, pod jménem Jan Van Huig)
- Boytropolis (aka A Man's World) (1993, pod jménem Jan Van Huig)
- Tender Strangers (1993)
- Lukas' Story 1, 2, 3 (1994-1995)
- Frisky Summer 1, 2 (1995, 1996)
- Lucky Lukas (1998)
- All About Bel Ami (dokument, 2001)
- Cover Boys (2001)
- Splash (2002)
- The Private Life of Tim Hamilton (2005)
- Lukas in Love 1, 2, 3 (2005)
- Thinking XXX (dokument HBO, 2005)

### Režijní
- Too Many Boys 2 (2007) Bel Ami
- Intimate Liaisons (2008) Lukas Ridgeston ve spolupráci s Hammer Films
- Out at Last 6: Web Site Stories (2008) iBelAmi
- Get It Up (2009) Lukas Ridgeston ve spolupráci s Hammer Films
- Love Affairs (2009) Bel Ami
- Private Life of Ralph Woods (2009) Bel Ami
- Todd And Dolph (2009) Bel Ami
- Watching Porn (2009) Bel Ami
- Drop Your Pants (2010) Lukas Ridgeston
- Eye Contact (2010) Lukas Ridgeston ve spolupráci s Hammer Films
- Skin On Skin 1, 2, 3, 4, 5, 6 (2010-2012) Lukas Ridgeston
- Taboo: The Peters Twins 1, 2 (2010-2011) Lukas Ridgeston
- Three (2010) Lukas Ridgeston
- Anytime Anywhere (2011) Lukas Ridgeston
- 3D Bel Ami (2011) Lukas Ridgeston
- Doing It Together: The Peters Twins (2011) Lukas Ridgeston
- Deep Inside (2012) Lukas Ridgeston

## Publikace
- XXX: 30 Porn-Star Photographs
- Edition Euros 11: Photos of Lukas
- Unzipped 100—The 100 Greatest Gay Porn Films Ever
- Bel Ami: Frisky Memories
- Bel Ami: Intimate Friends
- Bel Ami: Lukas in Love
- Bel Ami: Next Generation
- Edition Euros 11: Bel Ami—Photos of Lukas
- The Films of George Duroy: Adam Gay Erotica
- Kalendář Bel Ami 1997
- Together, kalendář Bel Ami 1998
- Perfect Moments, kalendář Bel Ami 2000
- Magazín Vogue-Homme International, jaro-léto 2001

## Ocenění
- 1996 Gay Erotic Video Awards: cena Best Cum Shot za film Lukas' Story 3 (Bel Ami)
- 1996 Adult Erotic Gay Video Awards: cena Hot Shots
- 1997 Men in Video Awards: Most Seductive Eyes
- 1999 zařazen do Top 10 Best Erotic Video Performers of the Millennium časopisu Unzipped
- 2000 GayVN Awards: uveden do Síně slávy[7]
- 2002 v anketě čtenářů časopisu Unzipped jmenován Hottest Porn Star of All Time
- 2006 GayVN Awards: vítěz Best Actor - Foreign Release za film Lukas in Love 3 (Bel Ami)[8]
- 2012 TLA Gay Awards: Režisér roku (Director of the Year)[9]